# Erasmus Research Institute of Management
Das Erasmus Research Institute of Management (Abkürzung: ERIM) ist eine Institution, die sich zum Ziel gesetzt hat, Organisationen der Forschung und Wissenschaft zusammenzuführen und deren Bereiche zu optimieren.
ERIM wurde 1999 von der Erasmus-Universität Rotterdam gegründet und ist verbunden mit der Königlich-Niederländischen Akademie der Wissenschaften (KNAW).